# Баварократия
Баварократията (т.е. баварско управление) е исторически период от историята на съвременна Гърция, обозначаващ управлението (1832 – 1862) на баварския принц и първи гръцки крал Отон I. Характеризира се от т.нар. ранни гръцки партии в политическия живот на страната.
Периодът от установяването на баварците до абдикацията на крал Отон I на 23 октомври 1862 г. е известен като Баварократия по аналогия с предходните туркократия и преди това франкократия (латинократия) в земите на гърците. Основните 3 политически сили в страната по онова време са руска партия, френска партия и английска партия.
Предпоставка е убийството от братята на Петро бей от Мани, на Йоан Каподистрия. Страната изпада в положение на безвластие, междуособици и анархия. На първо време е избран триумвират: Августин Каподистрия (брат на убития президент), Теодорос Колокотронис и Йоанис Колетис, но много скоро настъпва разкол – Колетис срещу другите двама. Свиканото Национално събрание също се разцепва – привърженици на Колетис (който е начело на френската партия) и привърженици на другите двама. Избухват военни стълкновения, в резултат от които през април 1832 г. Августин Каподистрия се оттегля на остров Корфу, а част от Пелопонес е под контрола на Колокотронис с неговите поддръжници, а друга част от страната – под контрола на Колетис и неговите сили.
Великите сили гаранти за независимостта на Гърция – Англия, Франция и Русия, започват да търсят избраник за гръцкия престол. За такъв е определен Леополд Сакскобургготски, който обаче отказва да приеме предложението под предлог, че северна граница на страната по Лондонския протокол не е установена на линията Арта - Волос. Следват нови преговори, които завършват с нов лондонски протокол от 7 май 1832 г., по силата на който за крал на Гърция се определя 17-годишният Отон I, син на баварския крал, който до навършване на пълнолетието си ще управлява чрез регентство. По силата на този договор Гърция следва да приеме 3500 баварски войници на своя територия и да поеме издръжката им от гръцкия бюджет, като баварците ще заместят френските войски в страната. Срещу обезщетение от 12 млн. франка, Високата порта се задължава да отстъпи на Гърция владенията си на юг от линията Арта – Волос, а Гърция получава заем от 60 млн. франка за посрещане на своите държавни нужди, в това число и за изплащане на предвиденото обезщетение на Портата.